# 세르게이 이그나셰비치
세르게이 니콜라예비치 이그나셰비치(러시아어:  Сергей Николаевич Игнашевич, Sergei Nikolaevich Ignashevich, 1979년 7월 14일, 러시아 SFSR 모스크바 ~ )는 러시아의 전 축구 선수로, 포지션은 센터백이며, 러시아 프리미어리그 최고의 수비수 중 하나였으며, 팀 동료이자 같은 러시아 대표팀의 알렉세이 베레주츠키, 바실리 베레주츠키 쌍둥이 형제와 견고한 수비진을 구성하고 있었다.

## 선수 경력
이그나셰비치는 1998년 스파르타크 오레호보에서 프로에 데뷔하였다. 1999년 사마라로 이적해 2년간 31경기에서 2골을 넣었다. 2001년 로코모티프 모스크바로 이적해, 2002년 러시아 프리미어리그 우승, 2001년 러시아 컵 우승, 2003년 러시아 슈퍼컵 우승을 기록해 세 개의 주요 대회 우승에 공헌하였으며, UEFA 챔피언스리그 2002-03에서는 팀의 2차 리그 진출, UEFA 챔피언스리그 2003-04에서는 16강 진출에도 공헌한 바 있다. 2004년 CSKA 모스크바로 이적해 팀의 중심 선수로 활약하며, 리그 우승 2회, 컵 우승 2회, 슈퍼컵 우승 4회, UEFA 컵 우승에 기여하였다.
유로 2004 예선에서는 주전 선수로 활약했으나, 대회 직전 부상으로 참가하지 못했다. 그리고 유로 2008 대회에서 스페인과의 첫 경기에서는 선발에서 제외되었으나, 로만 시로코프의 실책으로 그리스와의 2차전에서 다시 선발로 출전했다.
2009년 11월 3일, UEFA 챔피언스리그 2009-10 조별 리그 경기 맨유전 후에 행해진 도핑 검사에서 금지 약물로 지정되어있는 흥분제의 양성 반응이 나와, 유럽 축구 연맹 (UEFA)는 같은 해 12월 17일, 알렉세이 베레주츠키와 함께 한 경기 (베식타시 JK와의 경기) 출장 정지 처분을 내렸다.
그리고 유로 2012 대회에서는 8강 진출을 눈앞에 둔 상황에서 맞이한 그리스와의 최종전에서 실점의 원인을 제공했고, 러시아는 1승 1무 1패로 조별리그에서 탈락했다.

## 수상
로코모티프 모스크바
- 2002년 러시아 프리미어리그 우승
- 2001-02 러시아 컵 우승
- 2003년 러시아 슈퍼컵 우승

 CSKA 모스크바
- 러시아 프리미어리그 : 2005, 2006, 2012-13
- UEFA 컵 : 2004-05
- 러시아 컵 : 2004-05, 2005-06, 2008-09, 2010-11, 2012-13
- 러시아 슈퍼컵 : 2004, 2006, 2007, 2009, 2013

 러시아
- UEFA 유로 2008 4강

## 같이 보기
- A매치 100경기 이상 출전한 축구 선수 명단